# Marhaura
Marhaura är en ort i Indien.   Den ligger i distriktet Sāran och delstaten Bihar, i den nordöstra delen av landet, 800 km öster om huvudstaden New Delhi. Marhaura ligger 59 meter över havet och antalet invånare är 26 138.
Terrängen runt Marhaura är mycket platt. Runt Marhaura är det tätbefolkat, med 982 invånare per kvadratkilometer. Det finns inga andra samhällen i närheten. Trakten runt Marhaura består till största delen av jordbruksmark.